# Alexander Olegowitsch Burmistrow
Alexander Olegowitsch Burmistrow (russisch Александр Олегович Бурмистров; englische Transkription: Alexander Olegovich Burmistrov; * 21. Oktober 1991 in Kasan, Russische SFSR) ist ein russischer Eishockeyspieler, der seit August 2025 bei den Shanghai Dragons aus der Kontinentalen Hockey-Liga (KHL) unter Vertrag steht und dort auf der Position des Centers spielt. Zuvor war Burmistrow unter anderem für die Atlanta Thrashers, Winnipeg Jets, Arizona Coyotes und Vancouver Canucks in der National Hockey League (NHL) aktiv, wo er annähernd 350 Partien absolvierte.

## Karriere
Alexander Burmistrow begann seine Karriere als Eishockeyspieler in seiner Heimatstadt in der Nachwuchsabteilung der Ak Bars Kasan, für deren zweite Mannschaft er von 2007 bis 2009 in der Perwaja Liga, der dritten russischen Spielklasse, aktiv war. In der Saison 2008/09 gab der Center für die Profimannschaft Kasans sein Debüt in der neu gegründeten Kontinentalen Hockey-Liga, in der er jedoch nur ein Spiel bestritt. Die Saison 2009/10 verbrachte der russische Junioren-Nationalspieler bei den Barrie Colts in der kanadischen Juniorenliga Ontario Hockey League, für die er in insgesamt 79 Spielen 81 Scorerpunkte, davon 30 Tore, erzielte. Anschließend wurde der Linksschütze im NHL Entry Draft 2010 in der ersten Runde als insgesamt achter Spieler von den Atlanta Thrashers ausgewählt. Nachdem die Atlanta Thrashers zur Saison 2011/12 nach Winnipeg transferiert und die Winnipeg Jets geworden waren, spielte er noch zwei Spielzeiten mit den Jets, bevor er zur Saison 2013/14 wieder in die KHL nach Ak Bars Kasan zurückkehrte.
Nach weiteren zwei Jahren in Kasan kehrte Burmistrow zu den Winnipeg Jets zurück und unterzeichnete im Juli 2015 einen Zweijahresvertrag. Anfang Januar 2017 gelangte er über den Waiver zu den Arizona Coyotes. Dort beendete er die Spielzeit und schloss sich im Juli 2017 als Free Agent den Vancouver Canucks an. Bei den Canucks erhielt der Angreifer allerdings weniger Einsatzzeit als zuvor, sodass er die NHL im Dezember 2017 verließ und erneut einen Vertrag bei Ak Bar Kasan in der KHL unterzeichnete. Formal beendete Burmistrow offiziell seine NHL-Karriere, um diesen Wechsel zurück in die Heimat schneller zu vollziehen.
Mit Kasan gewann der Angreifer am Ende der Saison 2017/18 die KHL-Playoffs um den Gagarin-Pokal und wurde somit Russischer Meister. Im November 2018 wurde er im Tausch gegen drei jüngere Spieler, unter diesen Wjatscheslaw Osnowin, an Salawat Julajew Ufa abgegeben. Dort spielte er bis zum vorzeitigen Abbruch der Saison 2019/20. Im Juni 2020 kehrte er schließlich erneut nach Kasan zurück und spielte dort zweieinhalb Jahre bis zum Dezember 2022, als er zum Ligakonkurrenten HK Metallurg Magnitogorsk wechselte. Dort beendete er die Saison 2022/23, um sich daraufhin für eine Spielzeit dem HK Spartak Moskau anzuschließen. Nach der Spielzeit 2023/24 blieb der Angreifer zunächst bis Ende Dezember 2024 vereinslos, bevor sich der Stadtrivale HK Dynamo Moskau seine Dienste sicherte. Dort bestritt er allerdings nur acht Partien und wechselte im August 2025 zum chinesischen KHL-Teilnehmer Shanghai Dragons.

### International
Für Russland nahm Burmistrow an der U18-Junioren-Weltmeisterschaft 2009, sowie der U20-Junioren-Weltmeisterschaft 2010 teil. 2009 wurde er mit der U18-Nationalmannschaft Vizeweltmeister.
Bei seiner ersten Herren-Weltmeisterschaft, der Weltmeisterschaft 2014, gewann er mit der Sbornaja die Goldmedaille.

## Erfolge und Auszeichnungen
- 2010 Teilnahme am CHL Top Prospects Game
- 2018 Gagarin-Pokal-Gewinn und Russischer Meister mit Ak Bars Kasan

### International
- 2008 Silbermedaille beim Ivan Hlinka Memorial Tournament
- 2009 Silbermedaille bei der U18-Junioren-Weltmeisterschaft
- 2014 Goldmedaille bei der Weltmeisterschaft
- 2016 Bronzemedaille bei der Weltmeisterschaft

## Karrierestatistik
Stand: Ende der Saison 2024/25

### International
Vertrat Russland bei:
| - World U-17 Hockey Challenge 2008 - Ivan Hlinka Memorial Tournament 2008 - U18-Junioren-Weltmeisterschaft 2009 | - U20-Junioren-Weltmeisterschaft 2010 - Weltmeisterschaft 2014 - Weltmeisterschaft 2016 |

(Legende zur Spielerstatistik: Sp oder GP = absolvierte Spiele; T oder G = erzielte Tore; V oder A = erzielte Assists; Pkt oder Pts = erzielte Scorerpunkte; SM oder PIM = erhaltene Strafminuten; +/− = Plus/Minus-Bilanz; PP = erzielte Überzahltore; SH = erzielte Unterzahltore; GW = erzielte Siegtore; 1 Play-downs/Relegation; Kursiv: Statistik nicht vollständig)